# Bajamont
Bajamont är en kommun i departementet Lot-et-Garonne i regionen Nouvelle-Aquitaine i sydvästra Frankrike. Kommunen ligger i kantonen Agen-Nord-Est som tillhör arrondissementet Agen. År 2022 hade Bajamont 1 000 invånare.

## Befolkningsutveckling
Antalet invånare i kommunen Bajamont
| Referens: INSEE |